# Giuseppe Riva (politico)
Giuseppe Riva (Arsiè, 3 maggio 1894 – 1º marzo 1979) è stato un politico italiano.

## Biografia
Giuseppe Riva, legato agli ambienti cattolici feltrini, aveva aderito al Partito Popolare Italiano prima dell'avvento del Fascismo. Nel secondo dopoguerra entrò nella Democrazia Cristiana.
Fu sindaco di Feltre dal 1946 al 1957 e durante i suoi mandati si impegnò nella costruzione di numerose infrastrutture. Al contempo fu anche deputato nelle prime due legislature repubblicane (dal 1948 al 1958); in parlamento si distinse come portavoce dell'Unione Italiana Ciechi e si occupò delle leggi relative allo sfruttamento delle acque e degli impianti idroelettrici.
Morì il 1º marzo 1979 all'età di 84 anni.